# Lineair omhulsel
In de lineaire algebra is het lineaire omhulsel of lineaire opspansel van een aantal vectoren, gekozen uit een vectorruimte, de doorsnede van alle lineaire deelruimtes waarin alle gekozen vectoren in voorkomen. Het lineaire omhulsel is zelf ook een lineaire deelruimte en bestaat uit alle lineaire combinaties van de gekozen vectoren.
Men noteert het lineaire omhulsel van {\displaystyle m} gekozen vectoren {\displaystyle \mathbf {v_{1}} ,\ldots ,\mathbf {v_{m}} } als {\displaystyle \mathrm {span} (\mathbf {v_{1}} ,\ldots ,\mathbf {v_{m}} )}. De notatie {\displaystyle \mathrm {span} } is van het Engelse linear span afgeleid. De {\displaystyle m} vectoren worden de opspannende vectoren van {\displaystyle \mathrm {span} (\mathbf {v_{1}} ,\ldots ,\mathbf {v_{m}} )} genoemd. Men zegt meestal dat het lineaire omhulsel door deze vectoren wordt opgespannen, maar voortgebracht kan ook. De {\displaystyle m} vectoren {\displaystyle \mathbf {v} _{i}} worden uit de vectorruimte {\displaystyle V} gekozen, waarvan de dimensie gelijk aan {\displaystyle n} is. {\displaystyle V} is een vectorruimte over een lichaam (Ned) / veld (Be) {\displaystyle K}. 
Het lineaire omhulsel van de vectoren {\displaystyle \mathbf {v_{1}} ,\ldots ,\mathbf {v_{m}} \in V} is de lineaire deelruimte
{\displaystyle \mathrm {span} (\mathbf {v_{1}} ,\ldots ,\mathbf {v_{m}} )=\{a_{1}\mathbf {v_{1}} +\ldots +a_{m}\mathbf {v_{m}} :a_{1},\ldots ,a_{m}\in K\}}
Men noteert het lineaire omhulsel van de vectoren {\displaystyle \mathbf {v_{1}} ,\ldots ,\mathbf {v_{m}} } als {\displaystyle \mathrm {span} (\mathbf {v_{1}} ,\ldots ,\mathbf {v_{m}} )}. Andere notaties zijn {\displaystyle \langle \mathbf {v_{1}} ,\ldots ,\mathbf {v_{m}} \rangle } en {\displaystyle [\mathbf {v_{1}} ,\ldots ,\mathbf {v_{m}} ]}. Alle vectoren die in {\displaystyle \mathrm {span} (\mathbf {v_{1}} ,\ldots ,\mathbf {v_{m}} )} voorkomen zijn een lineaire combinatie van deze {\displaystyle m} vectoren {\displaystyle \mathbf {v_{i}} }. De dimensie van {\displaystyle V} en het aantal gekozen vectoren {\displaystyle \mathbf {v_{i}} } mogen eventueel oneindig zijn.
Wanneer het aantal gekozen vectoren gelijk is aan de dimensie {\displaystyle n} van {\displaystyle V} en zij lineair onafhankelijk zijn, is het lineaire omhulsel van die vectoren gelijk aan {\displaystyle V} zelf. Wanneer een vectorruimte {\displaystyle W\subseteq V} door de {\displaystyle m} vectoren {\displaystyle \mathbf {v_{1}} ,\ldots ,\mathbf {v_{m}} } wordt opgespannen, {\displaystyle W=\mathrm {span} (\mathbf {v_{1}} ,\ldots ,\mathbf {v_{m}} )}, kunnen er {\displaystyle q} van deze {\displaystyle m} vectoren worden gekozen, {\displaystyle q\leq m}, zodat zij een basis van {\displaystyle W} vormen.
De door {\displaystyle \mathbf {v_{1}} ,\ldots ,\mathbf {v_{m}} } opgespannen ruimte verandert niet 
- als men aan de {\displaystyle m} gekozen vectoren nog een extra vector {\displaystyle \mathbf {v_{m+1}} } toevoegt,
- als men een van de vectoren {\displaystyle \mathbf {v_{i}} } weglaat, die een lineaire combinatie is van de andere {\displaystyle m-1} vectoren,
- als men een van de {\displaystyle m} vectoren met een van nul verschillend getal vermenigvuldigt, dus met een scalair of
- als men bij een van de vectoren {\displaystyle \mathbf {v_{i}} } een andere vector {\displaystyle \mathbf {v_{j}} } optelt.